# Pedro Garay
Pedro Dayanne Garay López (ur. 2000) – meksykański zapaśnik walczący w stylu wolnym. Brązowy medalista igrzysk Ameryki Środkowej i Karaibów w 2023. Trzeci na mistrzostwach panamerykańskich juniorów w 2018 roku.